# Daniel Hornuff
Daniel Hornuff (* 1981 in Karlsruhe) ist ein deutscher Kulturwissenschaftler und Universitätsprofessor an der Kunsthochschule in der Universität Kassel.

## Leben
Hornuff war zunächst als Erziehungshelfer tätig, bevor er ein Studium der Theaterwissenschaft, Germanistik und Komparatistik an der Universität Leipzig sowie der Kunstwissenschaft und Philosophie an der Staatlichen Hochschule für Gestaltung (HfG) absolvierte. Seine Magisterarbeit wurde 2008 mit dem Preis der ZKM Fördergesellschaft ausgezeichnet. 2009 wurde er mit einer Arbeit zu politisch engagierten Theater- und Musikvideo-Arbeiten promoviert und 2013 mit einer Studie zur Kultur- und Designgeschichte der Schwangerschaft habilitiert. Dies war zugleich die erste Lehrbefähigung, die die HfG in ihrer Geschichte verlieh. Von 2010 bis 2013 erhielt er ein Forschungsstipendium der Gerda Henkel Stiftung. Nach einer akademischen Mitarbeit übernahm er von 2014 bis 2018 die Vertretung des Lehrstuhls für Kunstwissenschaft und Medientheorie sowie 2016 die kommissarische Leitung des Theoriebereichs an der HfG. Parallel dazu nahm er Lehraufträge an Universitäten und Kunsthochschulen unter anderem in Wien, Tübingen, Berlin, Salzburg und München wahr. Seit 2018 hat er die Leitung eines Teilprojekts im Verbundforschungsprojekt „Gegenwartsästhetik“ inne, das von der VolkswagenStiftung getragen wird.
2018 erhielt Hornuff einen Ruf an die Kunsthochschule in der Universität Kassel und ist dort seit 2019 Universitätsprofessor für das Fachgebiet Theorie und Praxis der Gestaltung und derzeit Studienrektor.
In seinen Forschungen setzt er sich mit den gesellschaftlichen, politischen und kulturellen Dimensionen von Gestaltung auseinander. Dabei integriert er Phänomene aus Kunst, Pop- und Medienkultur sowie dem erweiterten Feld der Designgeschichte.
Neben wissenschaftlichen Publikationen veröffentlicht Hornuff Debattenbeiträge und Essays unter anderem in Die Zeit, Zeit Online, Frankfurter Allgemeine Zeitung, Brand eins, Deutschlandfunk, Deutschlandfunk Kultur, SWR 2 und Kunstzeitung.

## Publikationen

### Als Autor
- Im Tribunal der Bilder. Politische Interventionen durch Theater und Musikvideo. Wilhelm Fink Verlag, München 2011 (zugleich Dissertation an der HfG Karlsruhe 2009), ISBN 978-3-7705-5107-1.
- Bildwissenschaft im Widerstreit. Belting, Boehm, Bredekamp, Burda. Wilhelm Fink Verlag, München 2012, ISBN 978-3-7705-5236-8.
- Schwangerschaft. Eine Kulturgeschichte. Wilhelm Fink Verlag, Paderborn 2014 (zugleich Habilitationsschrift an der HfG Karlsruhe), ISBN 978-3-7705-5700-4.
- Denken designen. Zur Inszenierung der Theorie. Wilhelm Fink Verlag, Paderborn 2014, ISBN 978-3-7705-5759-2.
- Die Neue Rechte und ihr Design. Vom ästhetischen Angriff auf die offene Gesellschaft. transcript Verlag, Bielefeld 2019, ISBN 978-3-8376-4978-9.
- Hassbilder. Gewalt posten, Erniedrigung liken, Feindschaft teilen. Verlag Klaus Wagenbach, Berlin 2020, ISBN 978-3-8031-3692-3.
- Krass! Beauty-OPs und Soziale Medien. Essays zur Gegenwartsästhetik 1. J.B. Metzler, Berlin 2021, ISBN 978-3-662-63420-2.
- Keine Kompromisse? Wilhelm Wagenfeld und der Nationalsozialismus. Kulturverlag Kadmos, Berlin 2022, ISBN 978-3-86599-524-7.

### Als Herausgeber
- Formen der Kulturkritik (zusammen mit Sebastian Baden und Christian Bauer). Wilhelm Fink Verlag, Paderborn 2018, ISBN 978-3-7705-5561-1.
- Visualisierung des Ungeborenen. Interdisziplinäre Perspektiven (zusammen mit Heiner Fangerau). Wilhelm Fink Verlag, Paderborn 2020, ISBN 978-3-7705-5585-7.
- Lechts und Rinks. Auseinandersetzung mit dem Design der Neuen Rechten. Studienhefte Problemorientiertes Design 11 (zusammen mit Michelle Christensen, Jesko Fezer, Bianca Herlo und Gesche Joost). Adocs Verlag, Hamburg 2020, ISBN 978-3-943253-37-5.
- Essays zur Gegenwartsästhetik (als Herausgeber der Buchreihe, zusammen mit Moritz Baßler, Heinz Drügh und Maren Lickhardt). J.B. Metzler, Berlin seit 2021, ISSN 2730-7301.

### Ausgewählte wissenschaftliche Aufsätze
- Trauerdilemma. Zur Berichterstattung über die Anschläge in Norwegen 2011, in: Felix Reer, Klaus Sachs-Hombach, Schamma Schahadat (Hrsg.): Krieg und Konflikt in den Medien. Multidisziplinäre Perspektiven auf mediale Kriegsdarstellungen und deren Wirkungen. Herbert von Halem Verlag, Köln 2015, ISBN 978-3-86962-101-2, S. 92–114.
- Bauchentscheidungen. Das politische Gewicht der Körpermitte, in: Andreas Langenohl, Anna Schober (Hrsg.): Metamorphosen von Kultur und Geschlecht. Genealogien, Praktiken, Imaginationen. Wilhelm Fink Verlag, Paderborn 2016, ISBN 978-3-7705-5802-5, S. 105–129.
- Strategien pränataler Sichtbarmachung. Das Regime der Zahlen und die Veröffentlichung der Körper, in: Eva Tolasch, Rhea Seehaus (Hrsg.): Mutterschaften sichtbar machen. Sozial- und kulturwissenschaftliche Beiträge (Band 4 der Reihe Geschlechterforschung für die Praxis). Verlag Barbara Budrich, Opladen/Berlin/Toronto 2017, ISBN 978-3-8474-2062-0, S. 185–197.
- Die Heiligen Kühe des Funktionalismus (Debate Follows Function), in: form. Design Magazine, Nr. 270, März/April 2017, ISBN 978-3-943962-28-4, S. 83–98.
- „Ihre ‚Standardeinstellung‘ ist weiblich“. Bildtheorie und Sexismus, in: Albert Coers, Alex de Vries (Hrsg.): Faktor X – Das Chromosom der Kunst. Berlin 2017, ISBN 978-3-95763-394-1, S. 49–52 (engl. S. 53–57).
- Lebensschutz-Debatte im Zeitalter der Digitalisierung. Über Schwangerschaft als Gestaltungsprojekt, in: Bundeszentrale für politische Bildung (Hrsg.): Aus Politik und Zeitgeschichte (APuZ), Themenheft Abtreibung. 69. Jahrgang, 20/2019, 13. Mai 2019, ISSN 0479-611X, S. 41–46.
- Cécile Kobel, Judith Milz (Hrsg.): Im Keller. Sonderausgabe der Munitionsfabrik, Karlsruhe 2019 mit Beiträgen von Markus Grob, Matthias Bruhn, Daniel Hornuff, Susanne Kriemann, Stephan Krass, Johan Frederik Hartle

### Ausgewählte Rundfunkbeiträge
- Dasein als Design?, Deutschlandfunk, Sendung Essay und Diskurs vom 7. Februar 2016, Redaktion und Regie: Barbara Schäfer.
- Genau hinhören! Vom Populismus, SWR2, Sendung Essay vom 25. September 2017, Redaktion: Michael Lissek, Regie: Iris Drögekamp.
- Wir workshoppen uns zu Tode, Deutschlandfunk Kultur, Sendung Politisches Feuilleton vom 21. Februar 2019.
- Mit Widerspruch leben lernen, Deutschlandfunk Kultur, Sendung Politisches Feuilleton vom 5. März 2021.
- Katastrophenbilder und die Politik, Bayern 2, Sendung Kulturbühne vom 22. Juli 2021.